# Anthony Boucher
Anthony Boucher, pseudonimo di William Anthony Parker White (Oakland, 21 agosto 1911 – Oakland, 29 aprile 1968), è stato uno scrittore statunitense di romanzi polizieschi e di fantascienza e forse il più famoso recensore di romanzi gialli di tutti i tempi.
Il suo personaggio più famoso è Sister Ursula, una suora che si trova coinvolta in delitti impossibili, spesso della camera chiusa. I due romanzi a lei dedicati sono firmati, per ragioni contrattuali, H.H. Holmes.

## Opere
- I sette del calvario (anche come Tre volte Sette) (The Case of the Seven Calvary), 1937
- Il fante di quadri (The Case of the Crumpled Knave), 1939
- Gli irregolari di Baker Street (The Case of the Baker Street Irregulars), 1940
- Nove volte nove (Nine Times Nine), 1940
- La chiave del delitto (The Case of the Solid Key), 1941
- Sorella Ursula indaga (Rocket to the Morgue), 1942
- L'enigma del gatto persiano (The Case of the Seven Sneezes), 1942